# Ozora, Tolna
Ozora  este un sat în districtul Tamás, județul Tolna, Ungaria, având o populație de 1.737 de locuitori (2011). 

## Demografie
Componența etnică a satului Ozora
     Maghiari (83,06%)
     Romi (15,87%)
     Necunoscut (0,21%)
     Alții (0,86%)
Componența confesională a satului Ozora
     Romano-catolici (66,67%)
     Fără religie (8%)
     Reformați (2,3%)
     Necunoscută (22,28%)
     Alte religii (2,3%)
Conform recensământului din 2011, satul Ozora avea 1.737 de locuitori. Din punct de vedere etnic, majoritatea locuitorilor (83,06%) erau maghiari, cu o minoritate de romi (15,87%). Apartenența etnică nu este cunoscută în cazul a 0,21% din locuitori.  Din punct de vedere confesional, majoritatea locuitorilor (66,67%) erau romano-catolici, existând și minorități de persoane fără religie (8,0%) și reformați (2,3%). Pentru 22,28% din locuitori nu este cunoscută apartenența confesională.